# Roland Burris
Roland Wallace Burris, född 3 augusti 1937 i Centralia, Illinois, är en amerikansk demokratisk politiker. Han representerade delstaten Illinois i USA:s senat 15 januari 2009–29 november 2010. Burris efterträddes av Mark Kirk.
Burris avlade 1959 grundexamen i statsvetenskap vid Southern Illinois University och 1963 juristexamen vid Howard University. Han var delstatens justitieminister (Illinois Attorney General) 1991-1995.
Senator Barack Obama avgick 2008 efter att ha besegrat republikanen John McCain i presidentvalet. Guvernör Rod Blagojevich utnämnde 31 december 2008 Burris till senaten. Delstatens statssekreterare Jesse White registrerade utnämningen men vägrade att underteckna handlingarna och föra dem vidare till senaten på grund av skandalen som Blagojevich var inblandad i. Illinois högsta domstol avgjorde att delstatens statssekreterare inte har rätt att förhindra en utnämning som guvernören har gjort under sin tid i ämbetet. White gav därefter Burris en kopia av handlingarna från delstatens register och senaten accepterade Burris som Obamas efterträdare som senator för Illinois. Fullmäktige i Chicago stödde Burris starkt och många av kommunalpolitikerna i Illinois största stad betonade att han var helt oskyldig med tanke på Blagojevich skandal och hade med sin integritet rentvått hela processen.